# Hraniční přechod Mníšek–Deutscheinsiedel
Hraniční přechod Mníšek–Deutscheinsiedel (německy Grenzübergang Deutscheinsiedel–Mníšek) je bývalý silniční hraniční přechod, který se nachází na česko-německé státní hranici na hraničním úseku XII/13 - XII/14 mezi českou obcí Mníšek (část obce Nová Ves v Horách, okres Most, Ústecký kraj) a německou obcí Deutscheinsiedel (zemský okres Krušné hory, spolková země Sasko). Přechod leží na přemostění potoka Svídnice v nadmořské výšce 698 m n. m. na silnici II/271; za hranicí pokračuje německá silnice S207. Před zrušením byl určen pro pěší, cyklisty, motocykly a osobní automobily.
Hraniční přechod byl zrušen při vstupu České republiky do schengenského prostoru v roce 2007. V případě dočasného znovuzavedení ochrany vnitřních hranic je provoz na hraničním přechodu upraven Sdělením Ministerstva vnitra č. 395/2021 Sb.